# Susan Cainová
Susan Horowitz Cainová (* 1. května 1968) je americká spisovatelka a lektorka zabývající se tématem introverze a stydlivosti. Publikuje v The New York Times a Psychology Today. Vyučuje negociační dovednosti ve velkých podnicích, právních firmách i na univerzitách. Je držitelkou čestných titulů z Princetonské univerzity a Harward Law School. Žije v Hudson River Valley se svým manželem a dvěma syny.
Napsala knihu „Ticho: Síla introvertů ve světě, který nikdy nepřestává mluvit“ (česky vyšla v roce 2014 v nakladatelství Jan Melvil Publishing). Kniha se stala bestsellerem podle The New York Times, Washington Post nebo Los Angeles Times a byla přeložena do více než 30 jazyků.

## Život a kariéra
Cainová získala bakalářský titul na Princetonské univerzitě v roce 1989 a vystudovala práva na Harvard Law School. Pracovala jako advokátka a později jako konzultantka pro společnosti The Negotiation Company. Působila v neziskové organizaci zabývající se vzděláváním Woodhull Institute for Ethical Leadership. Později odešla na volnou nohu, dnes se živí jako konzultantka a spisovatelka.
K zájmu o introverzi přivedly Cainovou vlastní těžkosti s prezentací před publikem.
V roce 2015 spoluzaložila společnost Quiet Revolution zaměřenou na oblast výchovy, vzdělávání a životního stylu. V roce 2016 napsala knihu „Quiet Power: The Sectret Strengths of Introverts“, jež se zaměřila na introvertní děti a teenagery.

## Kniha „Ticho“
Kniha „Ticho: Síla introvertů ve světě, který nikdy nepřestává mluvit“ (v originále Quiet: The Power of Introverts in a World That Can't Stop Talking), se stala bestsellerem. Cainová konstatuje, že být introvertem v kultuře, která je společenská, může být složité. Zároveň dokládá, že introverti jsou nositeli výjimečných talentů a schopností. Jsou to lidé, kteří raději poslouchají, než mluví, rádi tvoří, ale nenávidí self-promotion. Ačkoli jsou nálepkováni jako „ti tiší“, ve skutečnosti jim svět vděčí za řadu přínosů.
Autorka v knize přináší i praktické rady, jak introverti mohou rozvíjet své schopnosti. Ukazuje například, kdy a jak má smysl se ve svém projevu a působení na ostatní inspirovat extraverzí, proč introverti ve vedoucích rolích bývají úspěšní, v čem tkví jejich síla nebo jak se lépe vypořádat s rozdíly mezi introverty a extroverty na pracovišti.